# 고쿠부시
고쿠부시(일본어: 国分市, こくぶし)는 가고시마현 사쓰마 지방과 오스미 지방의 중간에 있었던 시이다.
과거에는 담배 등 1차 산업이 중심이었지만, 가고시마 공항과 가깝다는 지리적 여건으로 인해 이후 소니, 교세라 등 하이테크 산업이 발전했다. 많은 상업시설이 들어서면서 주변 지역의 핵심 역할을 담당하고 있다.
상업권이나 생활권은 인접하는 하야토 정과 혼재하고 있어 실질 양 시정간에는 지리적 경계가 존재하지 않아 2 시정을 통틀어 『하야토 고쿠분』(고쿠부 하야토) 지역으로 불리는 경우도 많다.
또한 사쓰마 지방과 오스미 지방, 거기에 미야자키 현을 연결하는 교통의 요지이기도 하며 국도·고속 도로·철도 등의 교통 수단이 발달해 있다.
2005년 11월 7일에,  아이라군 미조베정·요코카와정·마키조노정·기리시마정·하야토정·후쿠야마정이 합병해 인구 13만 명 규모를 가진 '기리시마시'가 되었다.

## 역사
- 1889년 - 정촌제 시행에 수반해 고쿠부촌, 히가시코쿠부촌, 시미즈촌, 히가시후쿠야마촌이 성립하였다.
- 1926년 - 정으로 승격해 고쿠부정이 되었다.
- 1950년 - 히가시후쿠야마촌이 기리시마촌으로 개칭되었다.
- 1950년 - 기리시마촌의 일부가 분립해, 히가시후쿠야마촌이 성립하였다.
- 1954년 히가시후쿠야마촌, 시미즈촌이 합병해 고쿠부정에 편입되었다.
- 1955년 - 시로 승격해 고쿠부시가 되었다.
- 2005년 11월 7일 - 아이라군 미조베정·요코카와정·마키조노정·기리시마정·하야토정·후쿠야마정의 1시 6정과 신설합병해, 기리시마시가 됨에 따라 자치체로서는 소멸하였다.

## 교통

### 공항
- 가고시마 공항

### 철도
- 규슈 여객철도
  - 닛포 본선

### 도로
- 히가시큐슈 자동차도
- 국도 제10호선
- 국도 제220호선

## 참고 문헌
- 角川日本地名大辞典編纂委員会,『角川日本地名大辞典 鹿児島県』1983, 角川書店